# قانون استبعاد الصينيين

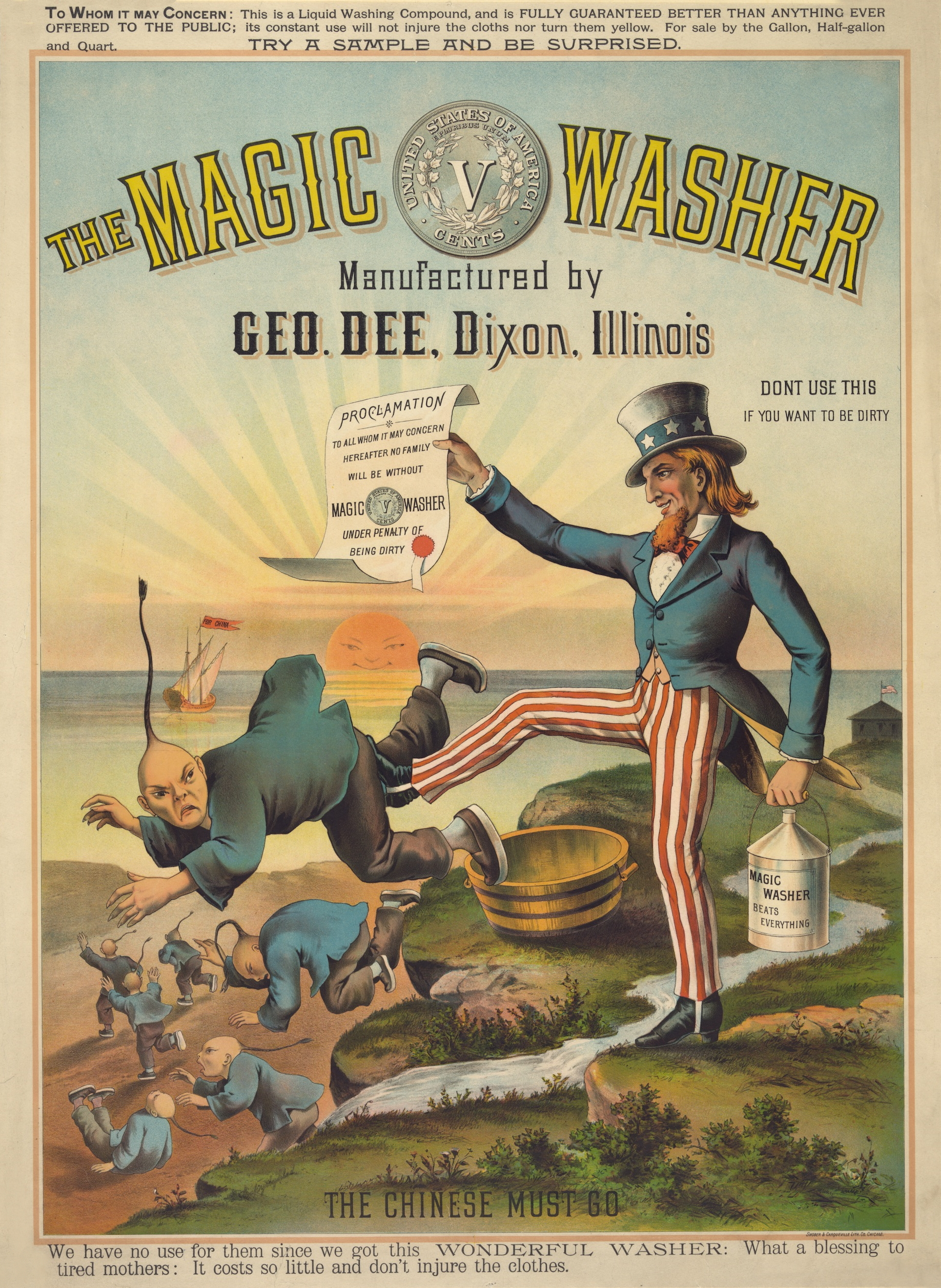
كرتون سياسي: العم سام يرفس الرجل الصيني، في إشارة لإلي قانون استبعاد الصينين، نشر في القرن ال19

قانون استبعاد الصينيين أو قانون الاستبعاد الصيني (بالإنجليزية: Chinese Exclusion Ac)‏ هو قانون فيدرالي للولايات المتحدة وقّعه الرئيس تشيستر آلان آرثر في 6 مايو 1882، يحظر هجرة جميع العمال الصينيين. بناءً على قانون بيج لعام 1875، الذي حظر النساء الصينيات من الهجرة إلى الولايات المتحدة، كان قانون استبعاد الصينين أول قانون يطبق لمنع جميع أفراد مجموعة عرقية أو قومية معينة من الهجرة.
جاء هذا القانون بعد معاهدة إنجل لعام 1880، وهي مجموعة من التعديلات لمعاهدة بورلينغامي الأمريكية الصينية لعام 1868 التي سمحت للولايات المتحدة بتعليق الهجرة الصينية. كان القصد من القانون في البداية أن يستمر لمدة 10 سنوات، ولكن جُدِد في عام 1892 مع قانون غيري، وأصبح دائمًا في عام 1902. حاولت هذه القوانين إيقاف هجرة جميع الصينين إلى الولايات المتحدة لمدة عشر سنوات، باستثناء الدبلوماسيين، والمعلمين، والطلاب، والتجار، والمسافرين. جرى التهرب من القوانين على نطاق واسع.
ألغى قانون ماغنوسون الاستبعاد في 17 ديسمبر 1943، وسمح بدخول 105 صينيين في السنة. زادت الهجرة الصينية في وقت لاحق مع صدور قانون الهجرة والجنسية لعام 1952، الذي ألغى الحواجز العرقية المباشرة، ثم بموجب قانون الهجرة والجنسية لعام 1965، الذي ألغى صيغة الأصول الوطنية.

## الخلفية
بدأت أول هجرة صينية مهمة إلى أمريكا الشمالية مع حمى ذهب كاليفورنيا 1848-1855، واستمرت مع مشاريع عمل كبيرة لاحقة، مثل بناء أول سكة حديدية ممتدة عبر القارة. أثناء المراحل المبكرة من حمى الذهب، عندما كان الذهب السطحي وفيرًا، تسامحت الشعوب البيضاء مع الصينيين، إن لم يكن استقبالهم جيدًا. لكن مع ازدياد المنافسة وصعوبة العثور على الذهب، ازداد العداء تجاه الصينيين والأجانب الآخرين. وبعد أن طردوا قسرًا من التنقيب عن طريق مزيج من المشرعين في الولاية وغيرهم من عمال المناجم (ضريبة عامل المناجم الأجنبي)، بدأ الصينيون المهاجرون في الاستقرار في جيوب المدن، وخاصة سان فرانسيسكو، وتولوا الأعمال ذات الأجور المنخفضة، مثل المطاعم وأعمال الغسيل. مع انحدار الاقتصاد بعد الحرب الأهلية بحلول سبعينيات القرن التاسع عشر، أصبح العداء ضد الصين مسيسًا على يد زعيم العمل دنيس كيرني وحزب العمل الذي يتزعمه، فضلاً عن حاكم كاليفورنيا جون بيغلر، وكلاهما ألقى اللوم على «العمال» الصينين في مستويات الأجور المنخفضة. بدأ الرأي العام والقانون في كاليفورنيا في تشويه صورة العمال والمهاجرين الصينيين في أي دور، إذ شهد النصف الأخير من القرن التاسع عشر سلسلة من القوانين الأكثر تقييدًا المفروضة على العمالة الصينية، والسلوك، بل وحتى الظروف المعيشية. في حين نُقضت العديد من هذه الجهود التشريعية سريعًا من قبل المحكمة العليا للولاية، استمر إصدار العديد من التشريعات المعادية للصين على مستوى كاليفورنيا وعلى المستوى الوطني.
في أوائل خمسينيات القرن التاسع عشر، كانت هناك مقاومة لفكرة استبعاد العمال المهاجرين الصينيين من الهجرة لأنهم قدموا عائدات ضريبية أساسية ساعدت في سد الفجوة المالية في كاليفورنيا. كان الإمبراطور الصيني في ذلك الوقت داعمًا للاستبعاد، مشيرًا إلى مخاوفه من أن تؤدي الهجرة الصينية إلى أميركا إلى خسارة الصين لعمالتها. ولكن مع نهاية هذا العقد، تحسن الوضع المالي، ونجحت محاولات تشريع الاستبعاد الصيني على مستوى الولاية. في عام 1858، أصدرت الهيئة التشريعية في كاليفورنيا قانونًا جعل دخول أي شخص «من الأعراق الصينية أو المنغولية» إلى الولاية أمرًا غير قانوني، غير أن هذا القانون أبطِل برأي غير منشور من المحكمة العليا للولاية في عام 1862.
قدم العمال المهاجرون الصينيون عمالة رخيصة ولم يستخدموا أيًا من البنية التحتية الحكومية (المدارس، والمستشفيات، وما إلى ذلك) لأن السكان المهاجرين الصينيين كانوا في الغالب من الذكور البالغين الأصحاء. ومع مرور الوقت، ومع وصول المزيد والمزيد من المهاجرين الصينيين إلى كاليفورنيا، اندلع العنف في مدنٍ مثل لوس أنجلوس. ذُكِر الإضراب الذي كسرته شركة بيفر فولز للسكاكين في بنسلفانيا عن طريق استبدال جميع العمال بأكثر من 200 رجل صيني، في الجمعية العامة والكونغرس في بنسلفانيا. «ساهمت بشكل ما في اعتماد قانون الاستبعاد الصيني في نهاية المطاف». في مرحلة ما، مثل الرجال الصينيون تقريبًا ربع العاملين بأجرٍ في كاليفورنيا، وبحلول عام 1878 شعر الكونغرس بأنه مضطر لمحاولة حظر الهجرة من الصين في تشريع نقضه لاحقًا الرئيس روثرفورد بيرتشارد هايز. تتبعت مجلة ذي أتلانتيك باعتبارها أحد مصادر خطاب الغزو المناهض للهجرة لعام 2019، مقالًا في مجلة سان فرانسيسكو كرونيكل في 27 أغسطس 1873 بعنوان «الغزو الصيني! إنهم قادمون، 900,000 شخص قوي».
لكن في عام 1879، اعتمدت كاليفورنيا دستورًا جديدًا أذن صراحةً لحكومة الولاية بتحديد الأفراد الذين يُسمح لهم بالإقامة في الولاية، وحظرت الشركات وحكومات الولايات والمقاطعات والبلديات على الصينيين العمل. على الرغم من النقاش الدائر حول ما إذا كان العداء المناهض للصين في كاليفورنيا قاد الحكومة الفيدرالية (أطروحة كاليفورنيا) أم لا، أو ما إن كانت العنصرية الصينية متأصلة ببساطة في البلاد في تلك المرحلة، بحلول عام 1882، كانت الحكومة الفيدرالية مقتنعة أخيرًا بإصدار قانون استبعاد الصينين، الذي حظر الهجرة من الصين لمدة 10 سنوات.
بعد إقرار هذا القانون، واجه أغلب العمال الصينيين معضلة: البقاء في الولايات المتحدة وحدهم أو العودة إلى الصين للم شمل أسرهم. على الرغم من أن الكراهية للصينيين استمرت على نطاق واسع، وبشكل كبير بعد إصدار القانون نفسه، فمن الجدير بالملاحظة أن بعض الرأسماليين ورجال الأعمال قاوموا استبعادهم لقبولهم أجورًا أقل.

## المحتوى
حظر القانون الفيدرالي وللمرة الأولى دخول مجموعة عمل عرقية على أساس أنها تُعرض النظام الجيد في مناطق معينة للخطر. (حظر قانون بيج الأولي لعام 1875 هجرة عمال السخرة والعاملين في مجال الجنس الآسيويين، وحظر قانون التجنس لعام 1790 تجنيس الأشخاص غير البيض). استبعد القانون العمال الصينيين، أي العمال المهرة وغير المهرة والصينيين العاملين في مجال التنقيب، من دخول البلاد لمدة عشر سنوات تحت طائلة عقوبة السجن والترحيل.
طلب قانون الاستبعاد الصيني من غير العاملين الذين يسعون إلى الدخول الحصول على شهادة من الحكومة الصينية بأنهم مؤهلون للهجرة. ومع ذلك، وجدت هذه المجموعة صعوبة متزايدة في إثبات أنهم ليسوا عمالًا لأن قانون 1882 حدد أن المستبعدين هم «العمال المهرة، وغير المهرة، والصينيون العاملون في مجال التنقيب». وبالتالي فإن قِلة قليلة من الصينيين تمكنوا من دخول البلاد بموجب قانون عام 1882. سُمح للمسؤولين الدبلوماسيين، وغيرهم من الموظفين العاملين في قطاع الأعمال، وخدمة المنازل، طالما لديهم الشهادة المناسبة للتحقق من أوراق اعتمادهم.
أثر القانون أيضًا على الصينيين الذين استقروا بالفعل في الولايات المتحدة. كان على أي صيني غادر الولايات المتحدة الحصول على شهادات لإعادة الدخول، وجعل القانون المهاجرين الصينيين أجانب دائمين باستبعادهم من الجنسية الأميركية. بعد صدور القانون، لم يكن لدى الرجال الصينيين في الولايات المتحدة فرصة تذكر للم شملهم بزوجاتهم، أو لتكوين عائلات في مساكنهم الجديدة.
شددت التعديلات التي أدخِلت في عام 1884 على الأحكام التي سمحت للمهاجرين السابقين بالمغادرة والعودة، وأوضحت أن القانون ينطبق على العرقية الصينية بغض النظر عن بلدهم الأصلي. وسع قانون سكوت عام 1888 قانون الاستبعاد الصيني، الذي حظر إعادة الدخول إلى الولايات المتحدة بعد المغادرة.